# Isocyrtus reticulatus
Isocyrtus reticulatus är en stekelart som beskrevs av Xiao och Huang 2002. Isocyrtus reticulatus ingår i släktet Isocyrtus och familjen puppglanssteklar. Inga underarter finns listade i Catalogue of Life.